# Destination Gotland

Karte der von Destination Gotland betriebenen Routen. Västervik – Visby wird nur im Sommer bedient.

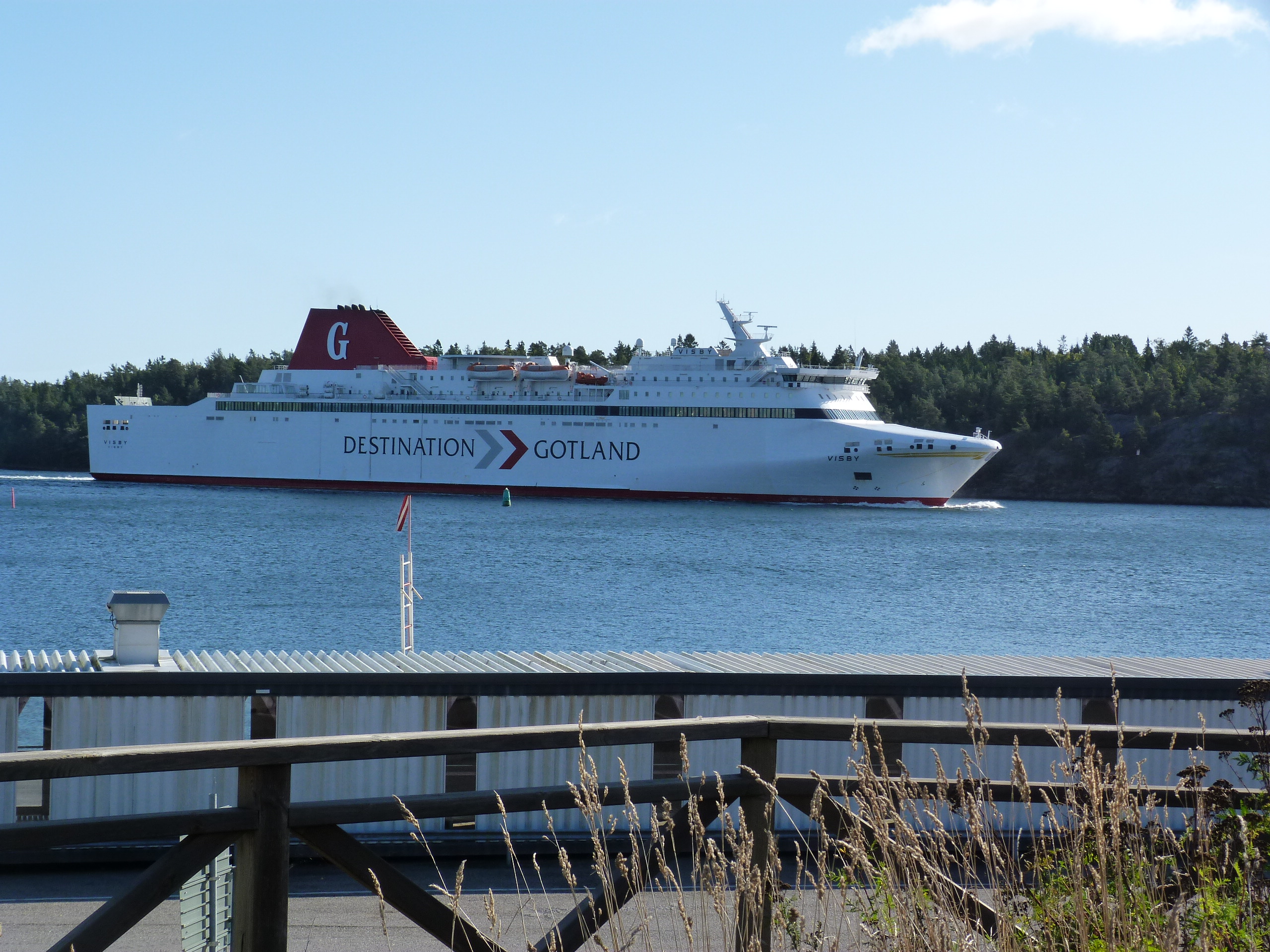
Die Visby von Destination Gotland vor Nynäshamn, Schweden.

Destination Gotland ist eine schwedische Reederei und hundertprozentige Tochter der Rederi AB Gotland. Sie betreibt Fährlinien vom schwedischen Festland auf die Insel Gotland. Von Sommer 2007 bis Mitte 2009 betrieb das Verkehrsunternehmen auch zwischen Gotland und der Insel Öland eine Fährverbindung.
Die Flotte besteht derzeit aus vier Fähren. Destination Gotland befördert von und zur Insel Gotland mehr als 1,4 Millionen Passagiere und transportiert 640.000 Spurmeter Fracht pro Jahr. Während der Hochsaison im Sommer gibt es bis zu 16 Abfahrten pro Tag zwischen dem schwedischen Festland und der Insel Gotland.

## Geschichte
Die Destination Gotland wurde 1998 als Tochterunternehmen der Rederi AB Gotland gegründet und nahm den Fährbetrieb mit einigen Linien zwischen Gotland und dem schwedischen Festland auf. Ursprünglich wurden 75 % der Anteile des Unternehmens von Rederi Ab Gotland gehalten und 25 % waren im Besitz von Silja Line. 1999 verkaufte die Silja Line ihre Anteile an der Gesellschaft an die Rederi AB Gotland, die seitdem der alleinige Eigentümer ist. Gleichzeitig stellte Destination Gotland das Ticket- und Buchungssystem zum sogenannten Bookit-System um, das kompatibel zu anderen Buchungssystemen im skandinavischen Fährbereich ist.
Zwischen 2007 und 2009 wurde eine Linie zwischen Visby und Grankullavik auf Öland betrieben, aber wieder eingestellt, nachdem es am 23. Juli 2009 zu einer Haverie nach einer Kollision von zwei Schiffen in Nynäshamn kam und es anschließend an entsprechenden Schiffen fehlte. Bei dem Unglück waren etwa 1300 Passagiere an Bord der Gotland, von denen dreizehn Personen verletzt in Krankenhäuser eingeliefert werden mussten. Von 1997 bis 2003 fuhr die Thjelvar für Destination Gotland. Das Schiff wurde 2003 an Color Line verchartert, wurde aber 2007 zurückgegeben.
Ebenfalls ein Tochterunternehmen der Rederi AB Gotland ist Hansa Destination, die von Herbst 2021 bis Ende 2022 eine wöchentliche Fährverbindung zwischen Visby, Nynäshamn und Rostock anbot. Dafür wurde zumeist die Drotten eingesetzt.

## Flotte
Zurzeit betreibt die Reederei vier Fährschiffe:
| Name    | Typ     | Indienststellung |
| ------- | ------- | ---------------- |
| Visby   | SF 1650 | 28. März 2019    |
| Gotland | SF 1650 | 30. Mai 2020     |
| Visborg | SF 1500 | 28. März 2003    |
| Drotten | SF 1500 | 1. Dezember 2003 |

## Ehemalige Schiffe
- Gotland, 1868–1935
- Gotland, 1936–1964
- Visby, später Skandinavia bei Polferries (1980–1987, 1997–2003, 2003 als Visborg[10][11])
- St. Nicolas/Stena Normandy/Normandy, wurde überwiegend verchartert, 2012 als Normandy verschrottet[12]
- Thjelvar, 1962–1964
- Visby, 1964–1970
- Gotland, 1964–1973, 1973–1974 als Thjelvar
- Polhem, 1966–1972
- Gotlandia, 1967–1978
- Ölänningen, 1967–1972
- Polhem, 1967–1971
- Visby, 1972–1980
- Gute, 1979–2020
- Drotten, 1980–1982
- Gotland, 1973–1989
- Gotland, 1996–1997[13]
- Gotland, 1989–
- Gotland, 1999–2023, ab 2006 als Gotlandia
- Hoburgen, 2000–2015, überwiegend verchartert
- Gotlandia II, 2006–2023
- Thjelvar[4], 1998–2003, 2006–2007, 2010–2011, als Wasa Express in Fahrt